# Епархия Пурвокерто
Епархия Пурвокерто (лат. Dioecesis Purvokertensis) — епархия Римско-Католической церкви с центром в городе Пурвокерто, Индонезия. Епархия Пурвокерто входит в митрополию Семаранга. Кафедральным собором епархии Пурвокерто является церковь Христа Царя.

## История
25 апреля 1932 года Римский папа Пий XI издал бреве Magna animi, которой учредил апостольскую префектуру Пурвокерто, выделив её из апостольского викариата Батавии (сегодня — Архиепархия Джакарты).
16 октября 1941 года Римский папа Пий XII издал буллу Valde rei catholicae, которой преобразил апостольскую префектуру Пурвокерто в апостольский викариат.
3 января 1961 года Римский папа Иоанн XXIII издал буллу Quod Christus, которой преобразовал апостольский викариат Пурвокерто в епархию.

## Ординарии епархии
- епископ Bernardo Visser MSC [1]  (18.05.1932 — 1941);
- епископ Guillaume Schoemaker MSC (31.03.1950 — 17.12.1973);
- епископ Paschalis Soedita Hardjasoemarta MSC (17.12.1973 — 23.05.1999);
- епископ Julianus Kemo Sunarko SJ (10.05.2000 — по настоящее время).

## Источник
- Annuario Pontificio, Libreria Editrice Vaticana, Città del Vaticano, 2003, ISBN 88-209-7422-3
- Бреве Magna animi, AAS 24 (1932), стр. 389  (лат.)
- Булла Valde rei catholicae, AAS 34 (1942), стр. 188  (лат.)
- Булла Quod Christus, AAS 53 (1961), стр. 244  (лат.)